# Halticoptera corrusca
Halticoptera corrusca is een vliesvleugelig insect uit de familie Pteromalidae. De wetenschappelijke naam is voor het eerst geldig gepubliceerd in 1807 door Gravenhorst.